# Lamkowo

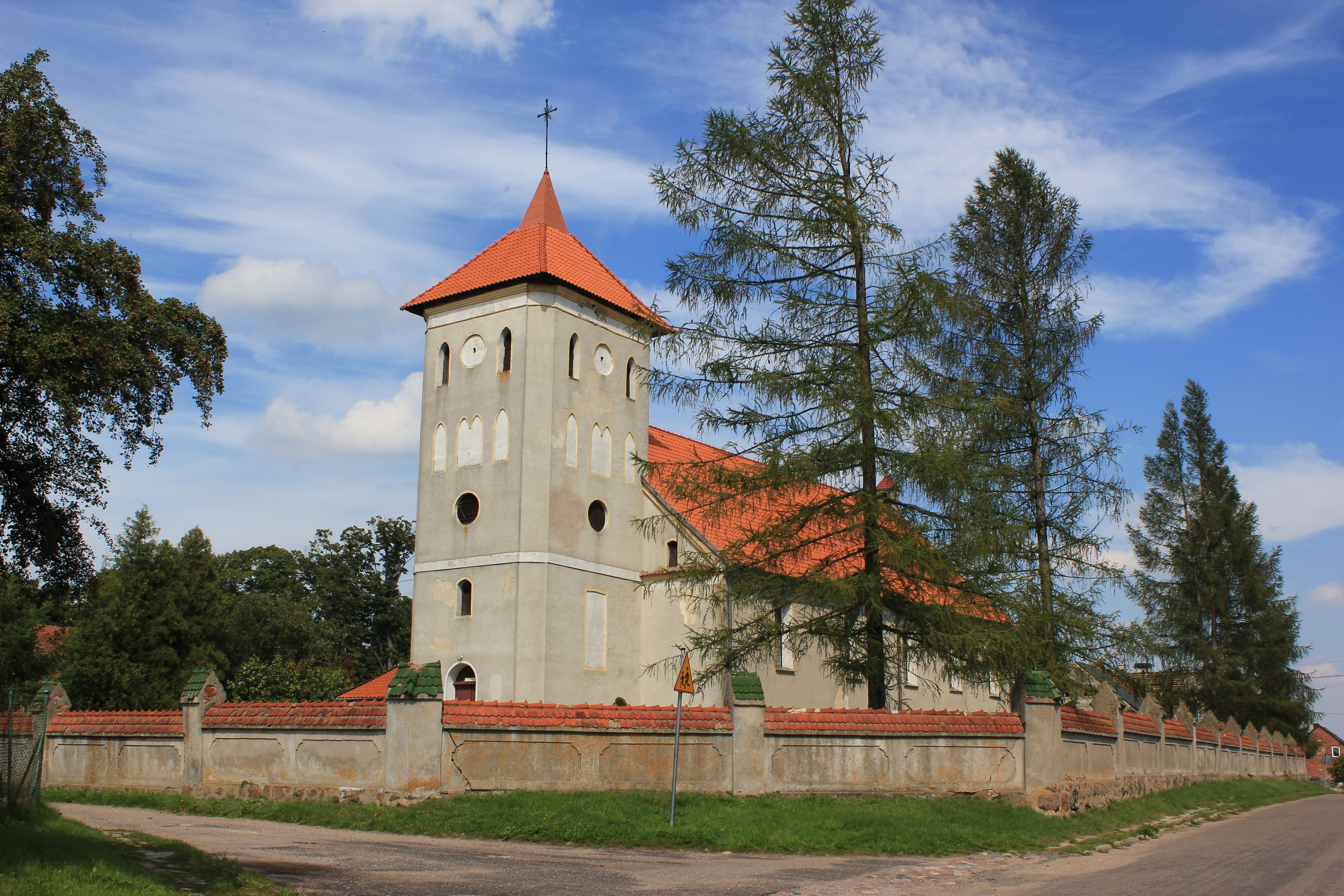
Kościół parafialny

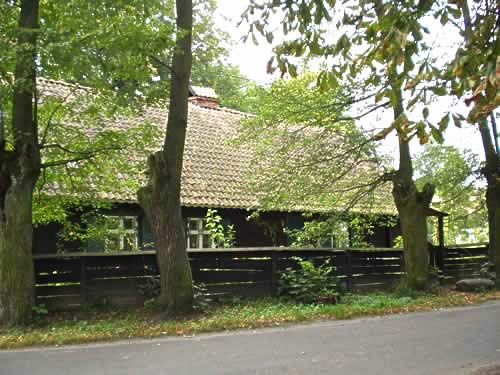

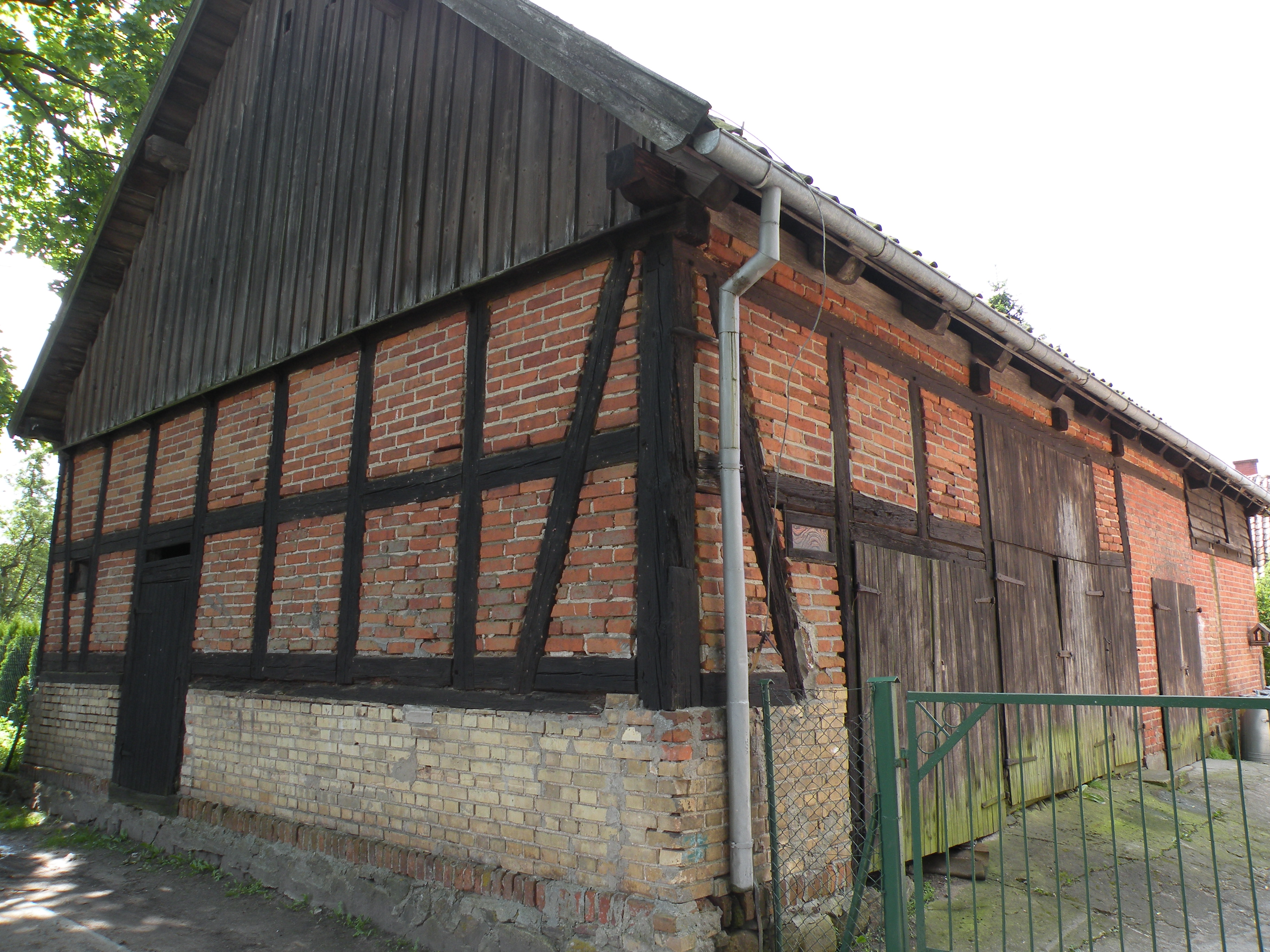
Stodoła przy szkole, koło kościoła

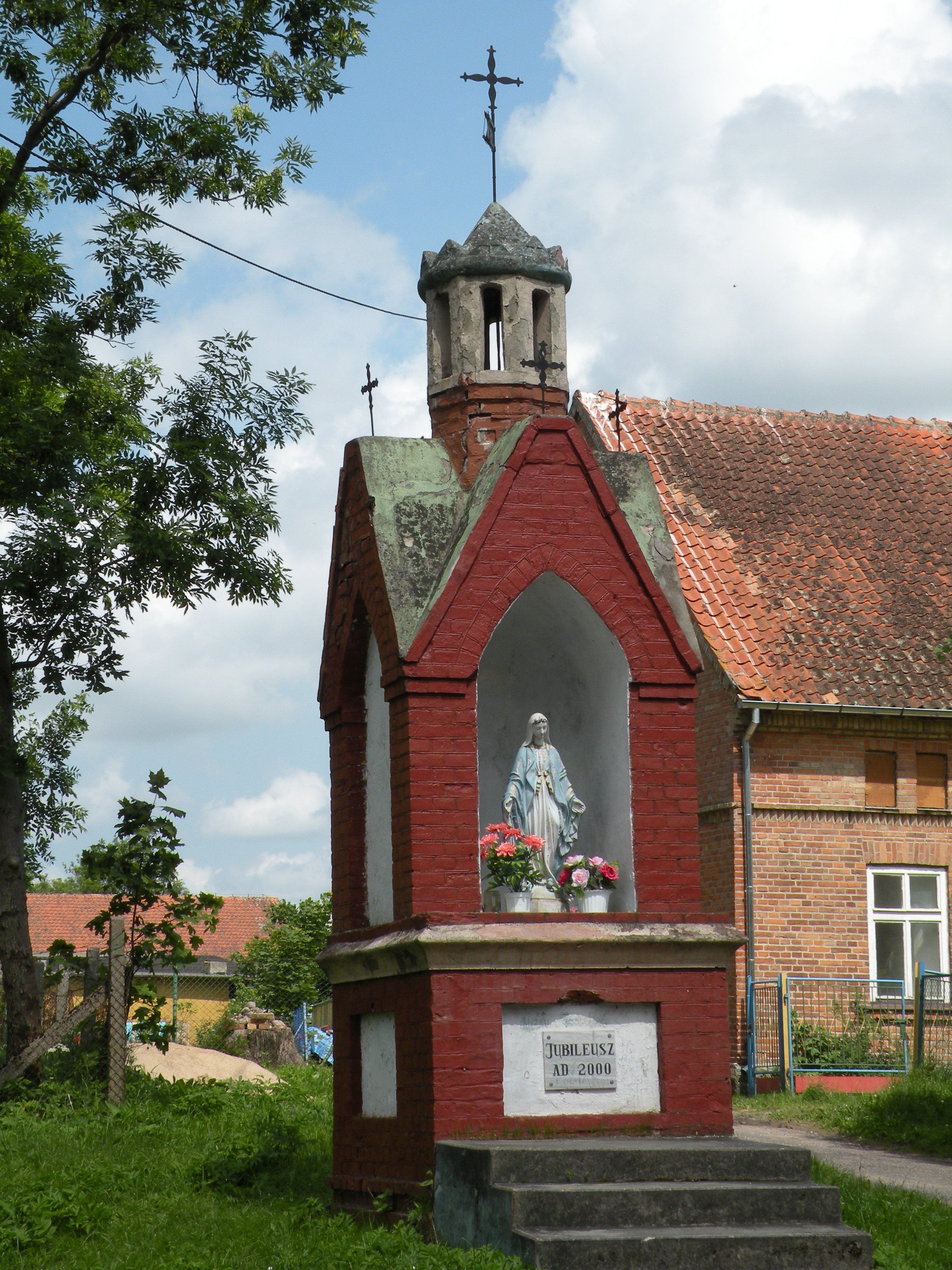
Jedna z kilku kapliczek, znajdujących się w Lamkowie

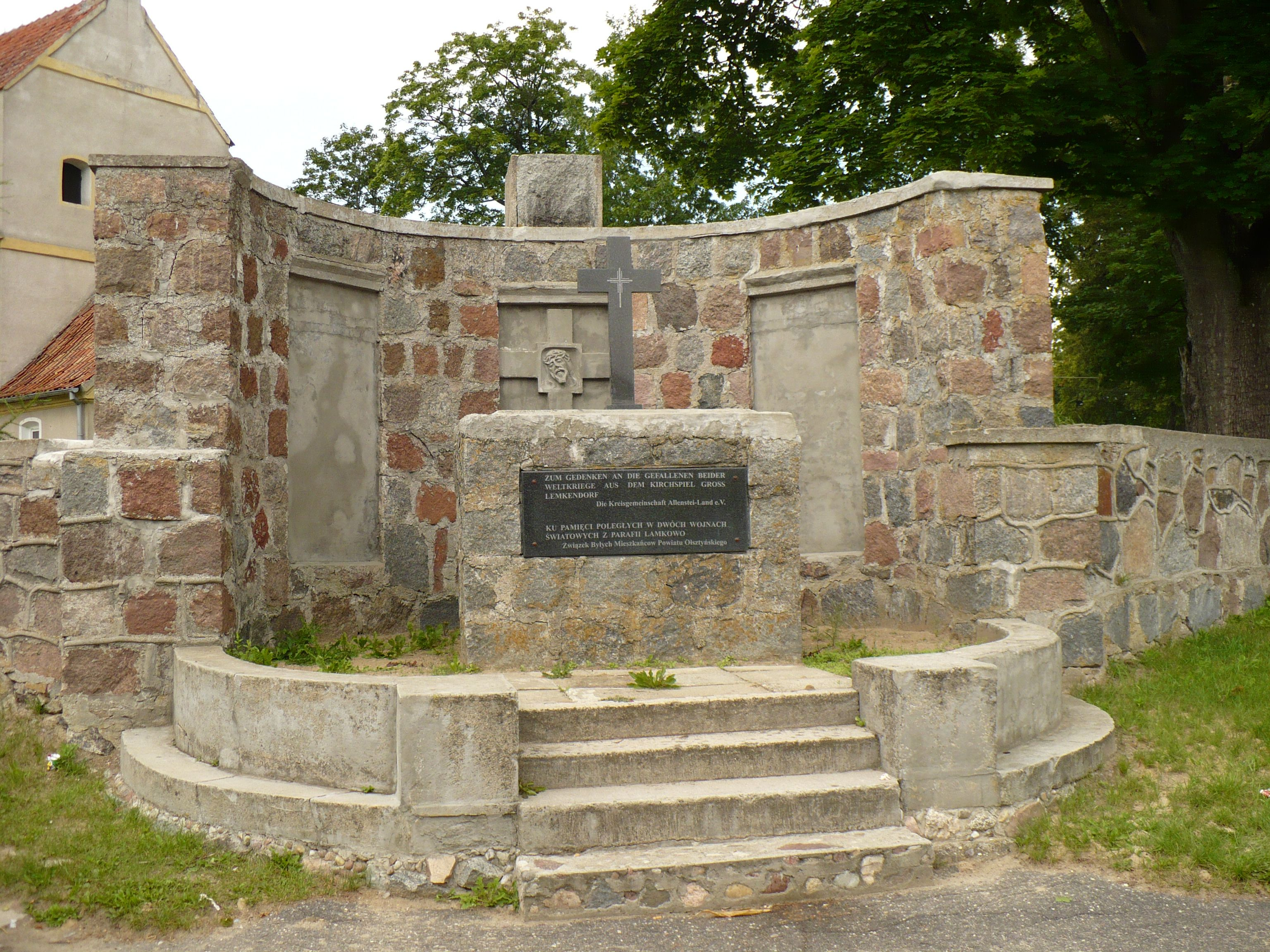
Pomnik

Lamkowo (niem. Groß Lemkendorf) – wieś w Polsce położona w województwie warmińsko-mazurskim, w powiecie olsztyńskim, w gminie Barczewo. Do 1954 roku siedziba gminy Lamkowo. 
W latach 1954–1972 wieś należała i była siedzibą władz gromady Lamkowo. W latach 1975–1998 miejscowość administracyjnie należała do województwa olsztyńskiego. Miejscowość znajduje się w historycznym regionie Warmia. 

## Historia
Wieś wzmiankowana już w 13 kwietnia 1333 roku, kiedy to w Lidzbarku Warmińskim biskup warmiński Jan Stryprock wydał zgodę Prusowi Heneko Wegnerowi przywilej na wystawienie karczmy we wsi Brunsdorf (dzisiejsze Lamkowo).
Lokacja Lamkowa została dokonana 13 kwietnia 1363 roku przez biskupa Jana Stryprocka. Wkrótce potem wybudowano drewniany kościół parafialny. We wsi był już karczmarz i sołtys.
16 marca 1464 roku biskup warmiński Paweł Legendorf poddał Warmię pod zwierzchnictwo Polski. Duże szkody przyniosła wojna polsko-krzyżacka (1519-1521). Wieś spłonęła w styczniu 1521 roku, kiedy mistrz Albrecht wycofał się z Jezioran w kierunku Barczewa i podpalił Lamkowo. W 1533 roku wieś liczyła 53 włóki i ponownie została spalona. Pozostał tylko jeden sołtys bez chłopów. Nie zachował się także kościół. W roku 1566 biskup Stanisław Hozjusz wydał akt lokacyjny dla Południowa, w roku 1569 zaś dla Stanisławowa, nazwanego później Stanclewem. W 1569 roku opustoszałej wsi Lamkowo nadał siedem włók sołeckich braciom Maciejowi i Franciszkowi Jagiełkom, zlecając sprowadzenia osadników na pozostałe 63 włóki. Dopiero biskup warmiński Marcin Kromer zdecydował zrealizować myśl biskupa Stanisława Hozjusza i 11 października 1574 roku nadał 4 włóki dla kościoła, ustanowił proboszcza i przyłączył do parafii prócz Lamkowa wsie zwane Ottendorf, Wierzkup, Derc, Kronowo i Parleza. Drewniany kościół zbudowano w 1574 roku przez biskupa włocławskiego Stanisława Karnkowskiego poświęcony ku czci Najświętszej Maryi Panny i św. Augustyna. W 1582 roku biskup Marcin Kromer ponowił lokacje i potwierdził, że jego poprzednik biskup Stanisław Hozjusz w celu odbudowania wsi Lamkowo wyznaczył 70 włók i sprzedał sołectwo z 7 włókami Maciejowi i Franciszkowi Jagiełkom, braciom. Przywilej ten nadany zatwierdził Marcin Kromer Maciejowi i Walentynemu synom śp. Franciszka Jagiełka.
Przed 1582 rokiem w Lamkowie była szkoła i nauczyciel Jan Kurek. W styczniu 1584 roku biskup warmiński wystawił kolejny przywilej lokacyjny dla Lamkowa. Dokument wymienia proboszcza Łukasza Kaszyńskiego, a także karczmę dzierżawioną przez burmistrza Barczewa. Przywilej został ponownie odnowiony 28 czerwca 1624 roku. W 1656 wieś liczyła 70 włók, 9 gburów (chłopów), 2 dziedzicznych sołtysów, 1 wolny zobowiązany do jednej służby i dwie karczmy. Cztery lata później wieś Lamkowo liczyła 70 włók, w tym 4, które należały do kościoła, 7 było sołeckich, 3 wolne, 18 uprawnych i 38 pustych. We wsi było trzech sołtysów; Jan Rogala, który posiadał 2 włóki ziemi (ok. 32 ha), Marcin Łykin i Mateusz Wypych oraz gospodarowało 9 chłopów. Jeden z nich Mateusz Rager miał 2 włóki ziemi, 4 konie, 2 krowy, 3 cielaki, 2 woły i 8 świń. Inni chłopi wymienieni w dokumentach to: Mateusz Pszczółka, Mazur, Kroczy, Kopacz (posiadali podobne gospodarstwa). Dokument wymienia kupca Tamasza Homera i dwóch ogrodników, których zwano Jasiek Karczki i Jan Bedelski. Karczmę w Lamkowie była w dalszym ciągu dzierżawiona przez burmistrz i barczewskich rajców.
W 1686 roku po raz trzeci pobudowano kościół. W 1709 roku odnotowano ostrą zimę, a dżuma panującą w regionie ominęła Lamkowo. W 1737 roku biskup Krzysztof Jan Szembek będąc w Lamkowie odnotował, że kościół uprzednio zbudowany jest zniszczony, i że należy położyć kamień węgielny i przystąpić do budowy nowej świątyni. 5 lipca 1748 roku barokowy kościół konsekrował biskup Adam Stanisław Grabowski, ku czci św. Mikołaja i św. Augustyna, który w 1830 spalił się znów z wieżą, w której wisiał dzwon. W latach 1830–1831 roku odbudowano świątynię.
W 1887 roku, po sześciu latach nauczania w tutejszej szkole, nauczycielka Otylia Kreutner została przeniesiona do Tolkowca koło Braniewa (niedaleko od jej rodzinnej wsi Strubin), mimo że odwoływała się od tej decyzji, powołując się na to, że "w tamtej okolicy są zwyrodniali ludzie a ponadto pierwszym nauczycielem w Tolkowcu jest osoba nieodpowiednia - kawaler"
Ludność Lamkowo ucierpiała, kiedy 31 stycznia 1945 roku do wsi weszły wojska Armii Czerwonej.
7 maja 1999 roku Szkole Podstawowej w Lamkowie nadano imię Franciszka Szczepańskiego.

## Zabytki
- Barokowy kościół wybudowany w 1748 roku, wieża pochodzi z 1831 roku budowla salowa, na planie prostokąta, z wieżą od zachodu i zakrystią od wschodu. Ołtarz główny pochodzi z 1790 roku końca z obrazami Przemienienia Pańskiego, Boga Ojca w obłokach i z figurami aniołów, i św. Augustyny w zwieńczeniu. Prawy ołtarz boczny rokokowy, z obrazami Wniebowzięcia NMP i św. Michała Archanioła z XIX w. Resztki ambony oraz chór muzyczny z połowy XVIII w. W zakrystii puszka z 1737 roku i monstrancja z 1753 roku. Relief z motywem Piety w barokowej ramie z XVIII w. Wewnątrz kościoła kilka rzeźb barokowych. W przedsionku krucyfiks późnobarokowy i chrzcielnica późnobarokowa. W lewym bocznym ołtarzu obraz św. Mikołaja pędzla Józefa Korzeniewskiego. Zachowały się XVIII-wieczne parametry liturgiczne. W bramie ogrodzenia dwie wnęki, a w nich stały barokowe rzeźby św. Mikołaja i św. Augustyna, jednak zostały skradzione.
- Kapliczki przydrożne z XIX w., kapliczka przydrożna późnobarokowa z drugiej poł. XVIII w. i kapliczka neogotycka stojąca przy kościele z 1893 roku.

## Osoby związane z Lamkowem
- Franciszek Szczepański, znany na Warmii jako działacz społeczny i polityczny, poseł do Reichstagu, kierownik i organizator sieci bibliotek Towarzystwa Czytelni Ludowych, współzałożyciel Gazety Olsztyńskiej.
- Antoni Szczepański syn Franciszka,
- Wiktor Brosz, działacz ruchu robotniczego.